# Love (sång av John Lennon)
Love är en sång av John Lennon, utgiven 1970 på albumet John Lennon/Plastic Ono Band. En alternativ version av Love finns på John Lennon Anthology från 1998. Flera andra artister/grupper har spelat in Låten, däribland The Dream Academy, The Lettermen och Jimmy Nail.

## Musiker
- John Lennon - sång, akustisk gitarr
- Phil Spector - piano